# Hyde & Seek
Hyde & Seek (scritto anche Hyde and Seek) è una serie televisiva australiana di genere thriller del 2016; è stata trasmessa in prima visione sul canale Nine Network il 3 ottobre 2016.
In Italia è stata trasmessa in prima tv sul Premium Crime e in chiaro sul canale 20 Mediaset.
La serie non è stata rinnovata per una seconda stagione.